# Вид на проживання (фільм, 1972)
«Вид на проживання» (рос. «Вид на жительство») — радянський художній фільм режисерів  Омара Гвасалії і  Олександра Стефановича знятий в 1972 році на кіностудії «Мосфільм».

## Сюжет
1972 рік. Молодий лікар-психіатр з Ленінграда, скориставшись туристичної поїздкою, «вибирає свободу» і залишається за кордоном. Однак «розвинений капіталізм» виявляється для радянської людини неприйнятний екзистенційно…

## У ролях
- Альберт Філозов —  Ростислав Савельєв
- Вікторія Федорова —  Хіларі Кутасова
- Леонід Оболенський —  князь
- Інна Сергєєва —  Джой, співробітниця служби телефону довіри
- Леонід Недович —  Рендольф
- Володимир Сапожнін —  психоаналітик
- Адольф Ільїн —  Карпов, редактор газети, в яку пішов служити Савельєв
- Надія Волк-Леонович —  Марія Антонівна Кутасова, генеральша, бабуся Хіларі
- Володимир Зайцев —  Нечволодов, глава кадрового агентства
- Антс Ескола —  комісар поліції
- Михайло Садкович —  містер Ігор, співробітник редакції
- В'ячеслав Гостинський —  начальник розвідки
- Марія Ірд —  Пепе, секретар комісара поліції
- Світлана Кетлерова —  пацієнтка псіхоналітіка
- Олександр Лемберг —  Камінський, консьєрж
- Георгій Шевцов —  пацієнт психоаналітика
- Леонід Євтіфьєв —  співробітник Нечволодова  (немає в титрах)
- Борис Хімічев —  охоронець ігрового клубу  (немає в титрах)

## Знімальна група
- Автори сценарію:  Сергій Михалков,  Олександр Шлепянов
- Режисер: Омар Гвасалія,  Олександр Стефанович
- Оператор:  Юрій Сокол
- Художник:  Анатолій Брусиловський
- Композитори: Леонід Гарін, Георгій Гаранян